# Johann Nikolaus Tischer
Johann Nikolaus Tischer (1707-1774) fou un organista i compositor alemany.
Deixeble de Johann Sebastian Bach, fou organista del castell i de la ciutat de Schmalkalden des de 1731 fins a la data de la seva mort.
També es distingí com a compositor i deixà, impresos o inèdits, nombroses suites per a piano, concerts, peces per a flauta, corn, oboè; concerts i sonates per a violí, i música religiosa.